# Далервен
Далервен (нід. Dalerveen) — село в нідерландській провінції Дренте. Входить до муніципалітету Куворден.
Його площа становить 10,69 км², а населення станом на 2021 рік складало 355 осіб.
Перша згадка про населений пункт датується 1597 роком.